# Hadai G. Klára
Hadai G. Klára, született Geier (Lupény, 1938. augusztus 20. –) erdélyi magyar textilművész, grafikus, könyvillusztrátor.

## Életútja
Hadai Jenő felesége. Petrozsényban érettségizett (1955), a Ion Andreescu Képzőművészeti Főiskola textil szakán államvizsgázott (1964). Előbb a bufteai filmstúdióban volt kosztümtervező, 1967-től a Jóbarát grafikusa, 1974-től a Viaţa Studenţească szerkesztőségében dolgozott. Grafikái, illusztrációi jelentek meg a Pionírban, a Jóbarátban, a Cutezătorii c. hetilapban és az Előre-naptárakban. Illusztrálta, illetve borítóval látta el Tóth Mária, Balogh Irma, Bokor Katalin, Ambrus Lajos, Constanţa Buzea köteteit, Szabó Magda Mondják meg Zsófikának című regényének román nyelvű kiadását (1974), valamint Máté Imre A nap kalapja (1980), Szemlér Ferenc Lim-lom (1986), Móra Ferenc Kincskereső kisködmön (1987), Móra Ferenc Rab ember fiai és más történetek (1992), Dorian Green Nagy horoszkópkönyv (1993), Lakatos Mihály Etimo apó csodálatos meséi (2002, 2012) című köteteit.